# Spectrum (grupo)
Spectrum, em hangul: 스펙트럼; estilizado como SPECTRUM, foi um grupo sul-coreano estreado pela WYNN Entertainment em maio de 2018. O grupo de K-pop era composto por sete membros: Minjae, Dongyoon, Jaehan, Hwarang, Donggyu, Villain e Eunjun. O grupo realizou sua estreia oficial no dia 08 de maio com seu primeiro mini álbum Be Born, e teve seu debut stage oficial no dia 10 de maio performando a música Light It Up no programa sul-coreano M Countdown. Infelizmente Dongyoon veio a falecer no dia 27 de julho de 2018, no mesmo ano de debut (Causas da morte não foram reveladas à pedido da família). 
O grupo teve seu disband anunciado no dia 10 de julho de 2020, de acordo com a empresa,  devido aos acontecimentos da Pandemia do Covid-19, a empresa não tinha mais condições de cuidar do grupo. 

## História

### 2018: Be Born e Timeless Moment
Be Born, lançado no dia 09 de maio de 2018, é o primeiro mini álbum e também o álbum de estreia do grupo. Ele contém 4 músicas, com a música Light It Up como faixa-título. Em 8 de maio de 2018, foi lançado o videoclipe de Light It Up. Dia 22 de junho o grupo lançou o dance pratice da música Tonight (오늘밤).
No dia 27 de julho de 2018 a agência do grupo, WYNN Entertainment, anunciou a morte do integrante Dongyoon, que veio a falecer aos 20 anos de idade.
Dia 6 de setembro foi lançado o primeiro single digital do grupo, intitulado de Dear My. A música foi dedicada para o membro Dongyoon, foi a última música que ele gravou antes de seu falecimento . Dongyoon também participou na execução da letra da música.
Do dia 28 de outubro ao dia 31, foram lançados seis teases promocionais com o título de What I Do, e no dia 1 de novembro foi lançado o último teaser com a confirmação do MV (music vídeo) da faixa. O segundo mini álbum do grupo SPECTRUM, intitulado Timeless Moment, foi lançado no dia 4 de novembro de 2018, contendo 3 músicas, incluindo o single Dear My, mais a faixa-título do album What I Do, que teve seu videoclipe oficial lançado no mesmo dia. 

### 2019: Refreshing Time
Em 24 de abril de 2019 a conta oficial do grupo no Youtube compartilhou o primeiro dos seis vídeos solos de cada integrante promovendo o videoclipe da música After Party. O último teaser solo foi lançado no dia 27 de abril. Também no dia 27 de abril foi lançado outro teaser, agora com a presença de todos os integrantes.
Lançado dia 29 de abril de 2019, Refreshing Time é o primeiro single album do grupo. Composto por 3 músicas, o álbum traz como single a música After Party que teve seu videoclipe lançado no mesmo dia da estreia do album. Também no dia 29 de abril o grupo postou um vídeo entitulado SPECTRUM After Part cheer guide vídeo (em hangul SPECTRUM(스펙트럼) AFTER PARTY 응원법 영상). 
O grupo promoveu o single After Party com apresentações em diversos programas coreanos como M Countdown (da M-net), Music Bank, e outros.

## Integrantes
- Minjae (민재), nascido Jo MinJae (조민제) no dia 8 de agosto de 1994 (28 anos). Ele é o líder, o dançarino do grupo e vocalista.
- Donggyu (동규), nascido como Moon Seunghyuk, mudou seu nome legalmente para Moon Dong-kyu. (문동규) Nascido no dia 16 de novembro de 1992 (30 anos). Ele é vocalista.
- Jaehan (재한), nascido Kim Jaehan (김재한) no dia 1 de julho de 1995 (27 anos). Ele é o vocalista principal do grupo.
- Hwarang (화랑), nascido Park Jongchan (박종찬) no dia 5 de dezembro de 1995 (26 anos). Ele é vocalista de apoio e rapper.
- Villain (빌런), nascido Lee Seunghyun (이승현) no dia 17 de julho de 1998 (24 anos). Ele é o dançarino principal e rapper principal.
- Eunjun (은준), nascido Choi Eunjun (최은준) no dia 06 de agosto de 1999 (23 anos). Ele é vocalista de apoio e o maknae do grupo.

- Dongyoon(동윤), nascido Kim Dongyoon (김동윤) no dia 3 de junho de 1998 (Hoje [02/02/2023] teria 24 anos). Ele era o rapper e o visual do grupo. Dongyoon faleceu no dia 27 de julho de 2018 por motivos não revelados à pedido da família.

## Discografia

### Mini Álbums
| Título          | Detalhes do álbum |
| --------------- | --- |
| Be Born         | - Data de lançamento: 9 de maio de 2018 - Gravadora: Genie Music, WYNN Entertainment Lista de músicas: 1. Light It Up (불붙여) - 2:59 2. Mr. Who - 3:13 3. Tonight (오늘밤) - 3:11 4. Light It Up (불붙여) (Inst.) - 2:59 |
| Timeless Moment | - Data de lançamento: 4 de novembro de 2018 - Gravadora: Genie Music, WYNN Entertainment Lista de músicas: 1. What Do I Do - 3:16 2. Sad Story - 4:01 3. Dear My - 4:06 4. What Do I Do (Inst.) - 3:16                    |

### Single Álbuns
| Título          | Detalhes do álbum |
| --------------- | --- |
| Refreshing Time | - Data de lançamento: 29 de abril de 2019 - Gravadora: Genie Music, MYNN Entertainment Lista de músicas: 1. After Party - 3:09 2. Manito (마니또) - 3:17 3. After Party (Inst.) - 3:09            |
| 0325            | - Data de lançamento: 23 de fevereiro de 2020 - Gravadora: Genie Music, WYNN Entertainment Lista de músicas: 1. SHOWTIME - 3:25 2. Highway - 3:03 3. My star - 3:41 4. SHOWTIME (Inst.) - 3:25 1. |